# Citrus (geslacht)

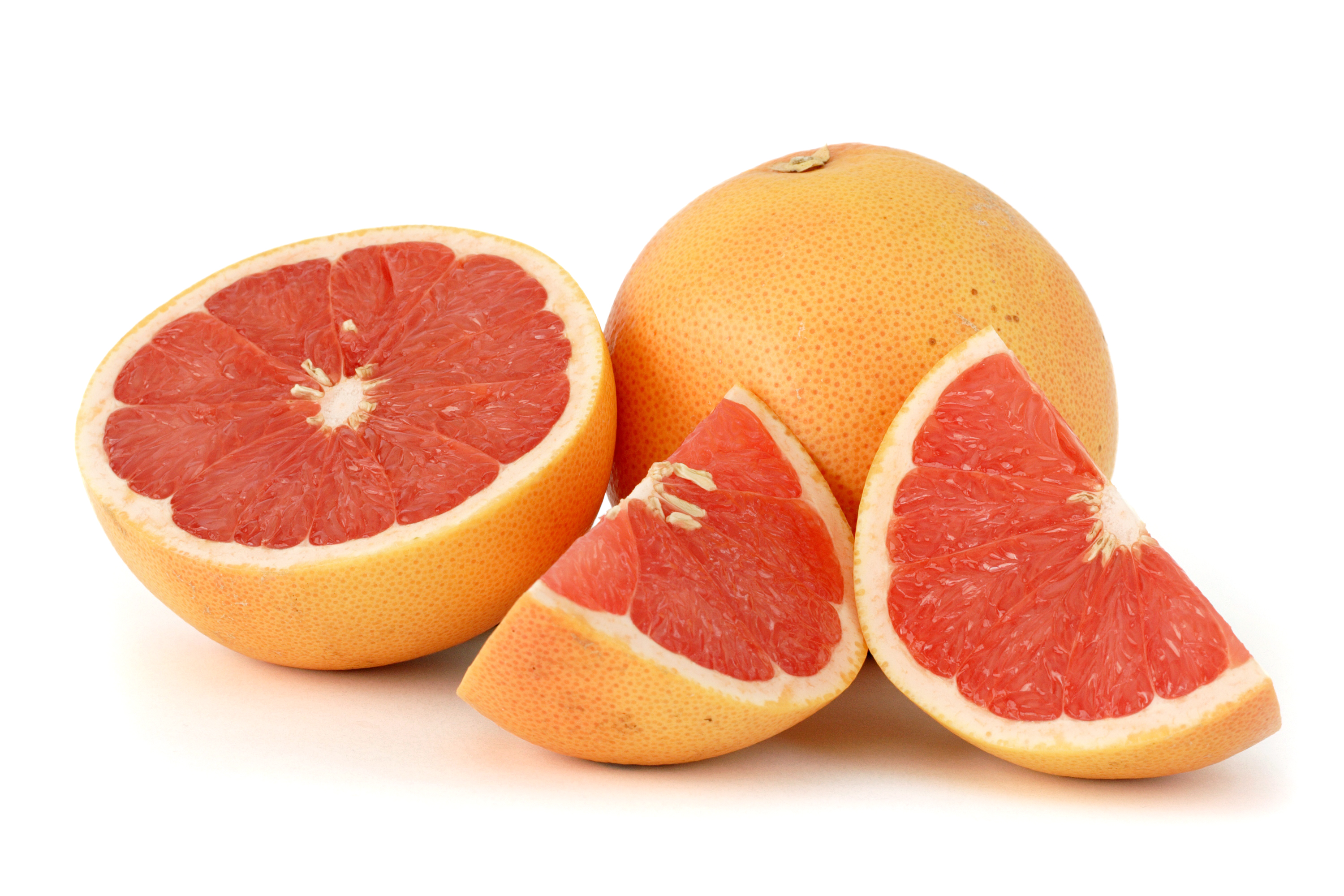
Grapefruit

Citrus is een geslacht van planten uit de wijnruitfamilie, dat al meer dan vierduizend jaar in cultuur is, vooral om de citrusvruchten. Als gevolg van eeuwenlange veredeling zijn er vandaag de dag duizenden cultivars. De bomen groeien in een brede gordel rond de evenaar.

## Indeling
Er zijn maar drie 'echte' citrussoorten: de pompelmoes of Citrus grandis, de mandarijn of Citrus reticulata en de sukadecitroen of cedraat, Citrus medica. De sinaasappel is bijvoorbeeld geen aparte soort, maar een kruising: een pompelmoes werd gekruist met een mandarijn en in die lijn werd later weer de mandarijn ingekruist. Citrusvarianten kunnen eeuwen blijven bestaan, doordat de pitten gewoonlijk geen kruising voortbrengen, maar klonen van de moederplant. Deze quasi-ongeslachtelijke voortplanting wordt af en toe onderbroken door echte kruisingen en het complexe geheel maakt het lastig om afsplitsingen van de stamboom te dateren. Wilde citrussoorten zouden uitsluitsel kunnen geven, maar die zijn er haast niet meer, zodat DNA-onderzoek en archeologische studies aanwijzingen zullen moeten geven voor een stamhouder.
De status van geslachten als Fortunella (met de kumquat) en Poncirus is omstreden. Volgens de Flora of China is het niet zinnig om deze als aparte geslachten te beschouwen en zijn Fortunella en Poncirus synoniemen van Citrus.

## Herkomst en teelt
Citrus groeit tot 40 graden noorder- of zuiderbreedte. De bakermat ligt in Zuidoost-Azië en bij archeologisch onderzoek werd ontdekt dat het geslacht al rond 2100 v. Chr. geteeld werd. Chinese manuscripten noemen de sinaasappel in 314 v.Chr.

### Europa
De sukadecitroen was de eerste citrusvrucht in Europa, deze werd verspreid in het Midden-Oosten en het Middellandse Zeegebied. Later, in de 16e eeuw, brachten Portugese zeevaarders de sinaasappel mee en de mandarijn kwam pas in 1805. De bomen groeien alleen in warme landen en worden veel geteeld rond de Middellandse zee, zoals in Spanje, Marokko, Griekenland, Italië en Israël. In Nederland wordt Citrus ook wel geteeld als kuipplant.

## Vruchten
De schil van citrusvruchten is stevig, met klieren die ontvlambare etherische oliën bevatten. De witte, vezelige laag daaronder wordt ook nog tot de schil gerekend en bevat veel pectine. De eetbare binnenkant heeft sapzakjes die suikers, organische zuren en vitamine C bevatten. Citrusvruchten kunnen direct worden gegeten, maar ook als smaakmaker worden gebruikt. Verder worden ze vaak tot sap geperst.

## Hout

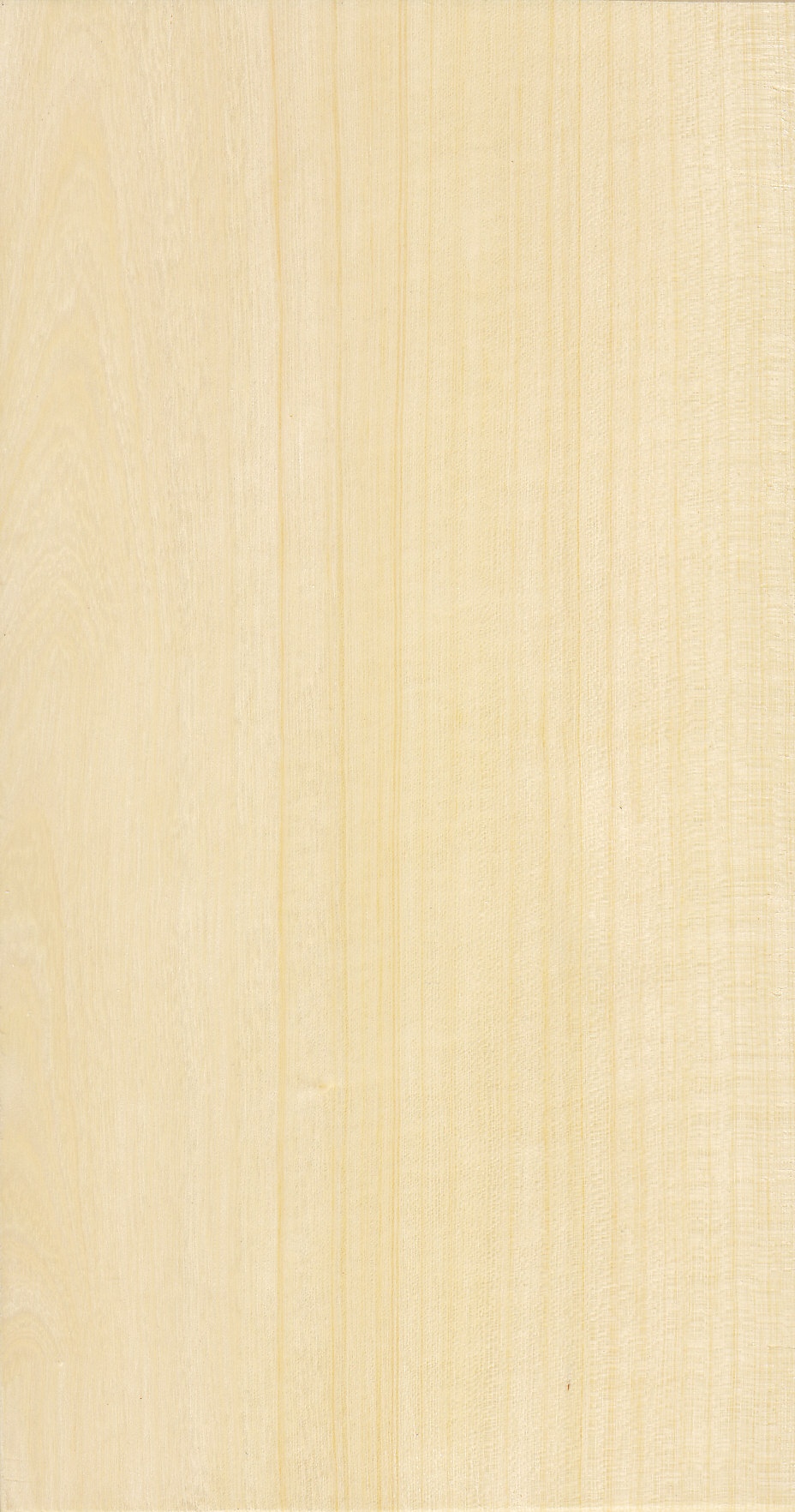
Hout van een boom die sinaasappels leverde, Citrus sinensis. Bomen die citrusvruchten leveren, van wat voor soort ook, hebben alle hout dat hiervan niet te onderscheiden is.

Het hout is fijn van structuur en licht van kleur; gezien de schaal waarop Citrus-bomen zijn aangeplant zou het in grote hoeveelheden leverbaar zijn (vergelijk rubberhout), maar het bereikt slechts kleine afmetingen. Het is niet duurzaam en erg gevoelig voor schimmel (dat voor verkleuring zorgt). Waar duurzaamheid niet van belang is, is het toch wel bruikbaar voor snijwerk en kleine voorwerpen. Maar meestal brandhout.

## Soorten
Citrusvruchten zijn:
- Bergamot, C. bergamia, gebruikt als smaakmaker in Earl greythee
- Citroen, C. limon
- Limoen, C. aurantiifolia
- Mandarijn of tangerine, C. reticulata. Belangrijke rassen die tot de mandarijn behoren zijn:
  - Clementine SRA63
  - Meyer citroen C. × meyeri (citroen x mandarijn)
  - Cleopatra (plant), C. reshni
  - Common C. deliciosa
  - Dancy, C. tangerina
  - Fairchild, C. tangerina
  - Honey
  - Kinnows
  - Murcott is ontstaan uit een soortkruising
  - King of Siam is ontstaan uit een soortkruising, C. nobilis
  - Ponkan
  - Royal
  - Satsuma Wase, C. unshiu
  - Satsuma Qwari, C. unshiu
  - Temple is ontstaan uit een soortkruising, C. temple
- Mauritius papeda (djeroek poeroet), C. hystrix, de bladeren zijn smaakmaker in de Thaise, Indonesische en Cambodjaanse keuken
- Pompelmoes, C. maxima
- Grapefruit, C. × paradisi
- Pomelo, kruising tussen grapefruit en pompelmoes
- Sweetie, kruising tussen grapefruit en pomelo
- Tangelo, verzamelnaam voor kruisingen tussen mandarijn en grapefruit of pompelmoes:
  - Minneola
  - Orlando
  - Ugli, eventueel gekruist met een zure sinaasappel
- Sinaasappel, C. sinensis
- Sukadeboom, C. medica, een boom die vruchten met zeer dikke schil draagt, waar sukade van gemaakt wordt.
- Zure sinaasappel, C. aurantium, pomerans, bittersinaasappel
- Yuzu, C. ichangensis × C. reticulata var. austera)
- Amanatsu, C. × natsudaidai, een kruising tussen C. maxima en C. reticulata, die alleen in Kumamoto in het zuiden van Japan wordt geteeld
- Chinese kumquat, C. japonica, synoniem: Fortunella margarita
- Calamondin, C. × microcarpa, kruising tussen Chinese kumquat en mandarijn

### Fylogenie
De mogelijkheid om met DNA-sequencing onderzoek te doen naar verwantschappen tussen taxa en aan de hand daarvan stambomen op te stellen, heeft aan het licht gebracht dat veel van de tot nu toe als soort erkende citrussen in feite kruisingen zijn. Dat geldt onder andere voor C. aurantium en C. sinensis. Zodra de fylogenie van het genus definitief is uitgezocht zullen de wetenschappelijke namen moeten worden aangepast of voor conservering met een ander type moeten worden voorgedragen.